# 太古の地球から よみがえる恐竜たち
『太古の地球から よみがえる恐竜たち』（たいこのちきゅうから よみがえるきょうりゅうたち、原題：Prehistoric Planet）は、BBC Studiosが製作、デイビッド・アッテンボローがナレーションを担当する、恐竜を題材とするドキュメンタリーシリーズ。本作では、約6600万年前の後期白亜紀の世界中に生息した恐竜がCGIで再現され、彼らを追っていくことになる。恐竜は羽毛恐竜をはじめとした新たな知見に基づいて描かれる。日本語吹き替え版も制作されており、ナレーションは魚建が担当した。
2023年5月にはシーズン2が配信され、2025年11月には更新世の氷河時代に舞台を移したスピンオフ作品が配信予定となっている。

## 背景と製作
2019年5月8日、Deadline.comはAppleがBBC Studiosの新しいドキュメンタリーシリーズ"Prehistoric Planet"を受注し、ジョン・ファヴローが製作総指揮を務めると報じた。オリジナルの楽譜はハンス・ジマーが作曲した。
本シリーズは最新の古生物学研究を使って科学的に厳密な恐竜を描写している。例えば、ティラノサウルス・レックスなど予告編に登場した恐竜のいくつかの種は羽毛に覆われている。古生物学者ダレン・ナイシュと科学イラストレーター Gabriel Ugueto は本シリーズでの古生物の描写に関してコンサルタントを担当した。
2022年4月2日にApple TV+のYouTube公式チャンネルに予告編と第1弾のスニークピークが投稿され、第1話の放送日が5月23日に決定した。4月19日には第2弾の10秒テーザー、翌日に公式予告編が公開された。

## 各エピソード

### シーズン1
海の恐竜たち（原題：Coasts）
2022年5月23日放送。北米、北アフリカ、オセアニア、南ヨーロッパを舞台に、島を泳いで渡るティラノサウルスや、繁殖に備える翼竜、子育てをするトゥアランギサウルスや、浅瀬のサンゴ礁で小魚たちに身体を掃除させるモササウルスなど、海辺で生きた古生物の姿を描く。
砂漠の恐竜たち（原題：Deserts）
2022年5月24日放送。南米西部、中央アジア、北アフリカを舞台に、求愛のために砂漠に集結するドレッドノータスやバルバリダクティルス、過酷な環境を独自の戦略で生き抜くモノニクスやセケルノサウルスなど、砂漠に巧みに適応した恐竜たちの姿を描く。
川辺の恐竜たち（原題：Freshwater）
2022年5月25日放送。中央アジア、北米。アフリカ南部を舞台に、渓谷で狩りをするヴェロキラプトル、川辺を縄張りに狩りや繁殖に勤しむティラノサウルス、湿地の生態系を支えるデイノケイルス、洪水で生じた小島で巣作りをするケツァルコアトルス、砂州でカニを狙うマシアカサウルス、河口まで遡上して魚を狙うエラスモサウルスなど、川辺を頼りに生活する恐竜たちを描く。
氷の世界の恐竜たち（原題：Ice Worlds）
2022年5月26日放送。北極圏と南極圏を舞台に、巧みな狩りを見せるドロマエオサウルスやトロオドン、繁殖を行うオルニトミムスやオロロティタン、越冬の準備をするアンタークトペルタ、極寒の中死闘を繰り広げるパキリノサウルスとナヌークサウルスなど、過酷な極地に適応した恐竜たちを描く。
森の恐竜たち（原題：Forests）
2022年5月27日放送。南米パタゴニア、北米、中央・東アジア、ヨーロッパを舞台に、旺盛な食欲を満たすアウストロポセイドン、植物の毒にうまく対処するトリケラトプス、秋の実りを堪能するコリトラプトル、山火事をうまく利用するアトロキラプトル、闇夜に紛れて活動するテリジノサウルス、小さな恐竜たちを狙うハツェゴプテリクスなど、森での生活に順応する恐竜たちを描く。

### シーズン2
島の恐竜たち（原題：Islands）
2023年5月22日放送。南ヨーロッパ、マダガスカル、南極を舞台に、狩りや繁殖のため島々を飛び回るハツェゴプテリクス、恐竜たちに負けじと活動するシモスクスやアダラテリウム、極寒の世界を生き抜くインペロバトルなど、島独自の進化と適応を遂げた恐竜たちを描く。
不毛地帯の恐竜たち（原題：Badlands）
2023年5月23日放送。インドと中央アジアを舞台に、デカン・トラップの火山活動をうまく利用して繁殖を行うイシサウルス、子ども達に生き抜く術を教えるヴェロキラプトルやクル・クラ、焼けつく砂漠で活動するタルキアなど、不毛地帯にうまく適応した恐竜たちを描く。
湿地帯の恐竜たち（原題：Swamps）
2023年5月24日放送。北東アジア、南米、マダガスカル、北米を舞台に、湿地帯の島で繁殖する翼竜やベールゼブフォ、狩りをするアウストロラプトルやティラノサウルス、枯れ果てた湿地で生き抜くパキケファロサウルスなど、湿地帯に棲息した恐竜たちを描く。
大海の恐竜たち（原題：Oceans）
2023年5月25日放送。白亜紀当時の海を舞台に、夜行性となる事で近縁種との競合を避けたフォスフォロサウルス、過酷な海で生き抜くへスぺロルニス、頂点捕食者として君臨するモササウルス、多種多様に繁栄したアンモナイト、南極近海まで進出したモルトゥルネリアなど恐竜時代の大海で繁栄した生き物たちを描く。
北米大陸の恐竜たち（原題：North America）
2023年5月26日放送。頂点捕食者であるティラノサウルスと競合するケツァルコアトルス、特殊な進化を遂げたグロビデンス、繁殖のため雄同士で競い合うトリケラトプス、過酷な環境で子育てに励むペクティノドンやナヌークサウルスなど、北米大陸に生息した恐竜たちを描く。

## 登場する動物

### シーズン1
海の恐竜たち
- ティラノサウルス
- モササウルス
- プロトステガ科の一種
- テチドラコ（英語版）
- フォスファトドラコ
- アルシオーネ（翼竜）（英語版）
- バルバリダクティルス（英語版）
- トゥアランギサウルス
- カイカイフィル
- スカフィテス科（英語版）のアンモナイトの一種
- ピクノドン科（英語版）の一種

砂漠の恐竜たち
- ドレッドノータス
- タルボサウルス
- ヴェロキラプトル
- モノニクス
- バルスボルディア
- テリジノサウルス
- ネメグトサウルス
- アズダルコ科の一種
- エナンティオルニス類の一種
- 未命名のティタノサウルス類（日本語吹替版ではモンゴロサウルス（英語版）として登場）
- バルバリダクティルス
- セケルノサウルス

川辺の恐竜たち
- 翼竜の一種
- ヴェロキラプトル
- ティラノサウルス
- トリケラトプス
- デイノケイルス
- ケツァルコアトルス
- マシアカサウルス
- ベールゼブフォ
- エラスモサウルス
- ティタノサウルス類の一種

氷の世界の恐竜たち
- ドロマエオサウルス科の一種(日本語吹替版ではドロマエオサウルスとして登場）
- ハドロサウルス科の一種（日本語吹替版ではハドロサウルスとして登場）
- オルニトミムス
- オロロティタン
- トロオドン
- アンタークトペルタ
- 未命名のハドロサウルス科
- パキリノサウルス
- ナヌークサウルス

森の恐竜たち
- アウストロポセイドン（英語版）
- トリケラトプス
- カルノタウルス
- コリトラプトル
- キアンゾウサウルス
- エドモントサウルス
- アトロキラプトル
- アンキロサウルス科の一種
- ティタノサウルス類の一種
- テリジノサウルス
- テルマトサウルス
- ザルモクセス
- ハツェゴプテリクス
- マジャーロサウルス（劇中では竜脚類の一種として登場）

### シーズン2
島の恐竜たち
- 翼竜の一種
- ザルモクセス
- モササウルス
- テティスハドロス
- ハツェゴプテリクス
- シモスクス
- マジュンガサウルス
- アダラテリウム（英語版）
- マシアカサウルス
- マッドソイア（英語版）
- インペロバトル
- モロサウルス（英語版）

不毛地帯の恐竜たち
- イシサウルス
- ヴェロキラプトル
- ネメグトサウルス
- 未命名のティタノサウルス類
- プレノケファレ
- タルボサウルス
- コリトラプトル
- クル・クラ（英語版）
- タルキア
- ラジャサウルス

湿地帯の恐竜たち
- アズダルコ科の一種
- シャモスクス（英語版）
- アウストロラプトル
- ベールゼブフォ
- マシアカサウルス
- ラペトサウルス
- パキケファロサウルス
- トリケラトプス
- エドモントサウルス
- ティラノサウルス

大海の恐竜たち
- モササウルス
- フォスフォロサウルス
- ヘスペロルニス
- シファクティヌス
- ピロラプトル
- トゥアランギサウルス
- バキュリテス
- ディプロモセラス
- ノストセラス（英語版）
- モルトゥルネリア（英語版）

北米大陸の恐竜たち
- アラモサウルス
- トロオドン科の一種
- ティラノサウルス
- ケツァルコアトルス
- グロビデンス
- スフェノディスカス（英語版）
- ペクティノドン（英語版）
- スティジネタ（英語版）：学位論文でのみ記載された無効名[11]。
- トリケラトプス
- ナヌークサウルス
- オルニトミムス